# Skov- og Naturstyrelsen
Skov- og Naturstyrelsen var tidligere en styrelse under Miljøministeriet. Med virkning fra 1. januar 2011 blev Skov- og Naturstyrelsen sammenlagt med By- og Landskabsstyrelsen under navnet Naturstyrelsen.
Den tidligere Skov- og Naturstyrelsen blev oprettet 1987 ved sammenlægning af Skovstyrelsen og Fredningsstyrelsen, og varetog en række opgaver inden for naturbeskyttelse, kulturarv og skovbrug. Desuden stod styrelsen for drift og administration af de statsejede skove og for Miljøministeriets øvrige arealer. Skov- og Naturstyrelsen skulle rådgive ministeren og regeringen, og styrelsen administrerede planloven, hvad der gjorde den til statens center for fysisk planlægning. Skov- og Naturstyrelsens virkefelt var bestemt ved bekendtgørelse nr. 963 af 21. september 2004 og bekendtgørelse nr. 1485 af 20. december 2005.

## Note
1. ↑  Naturstyrelsens hjemmeside
2. ↑  Historie, hentet 23. januar 2020.